# Vádí Dedzsla SC
A Nádí Vádí Dedzsla er-Ríádí (klasszikus arab nyelven: نادي وادي دجلة الرياضي, egyiptomi nyelven: وادي دجلة) egy egyiptomi labdarúgóklub, amelyet 2002-ben alapítottak, székhelye Kairó. A klub az 1994-ben alapított Vádí Dedzsla Holding építőipari vállalattal áll kapcsolatban.

## A klub története
A Vádí Dedzsla 2009–2010-es egyiptomi másodosztály B-csoportjának megnyerésével jutott fel története során először az egyiptomi élvonalba, miután az utolsó fordulóban 3–1-re legyőzték az El-Haddid csapatát.
A klub első másodosztályú idényét követően feljutott a másodosztályból az élvonalba, ez korábban csak az Al Mokawloon csapatának sikerült 1981-ben.

## Együttműködés más klubokkal
A Vádí Dedzsla széles bázisú ifjúsági futballakadémiával rendelkezik. A klub szoros szakmai kapcsolatban áll az angol Arsenal csapatával, de együttműködik a belga Lierse és a görög Ergotélisz együtteseivel is.

## A klub sikerei
- Egyiptomi másodosztály bajnok: 2009–2010
- Egyiptomi Kupa-döntős: 2013

## Teljesítmény a CAF tornán
| Szezon | Kiírás                 | Forduló | Ellenfél        | Otthon | Idegenben | Összesítés                |
| ------ | ---------------------- | ------- | --------------- | ------ | --------- | ------------------------- |
| 2014   | CAF-konföderációs kupa | első    | AS Douanes Lomé | 2–0    | 1–1       | 3–1                       |
| 2014   | CAF-konföderációs kupa | második | Djoliba AC      | 2–0    | 0–2       | 2–2 (tizenegyesekkel 2–3) |

## Játékoskeret
| #  |                  | Poszt | Név                                             |
| -- | ---------------- | ----- | ----------------------------------------------- |
| 1  | Egyiptom         | K     | Mohamed Abdel Monsef (csapatkapitány-helyettes) |
| 2  | Egyiptom         | K     | Khaled Walid                                    |
| 3  | Ghána            | V     | Issahaku Yakubu                                 |
| 4  | Egyiptom         | V     | Khaled Reda                                     |
| 7  | Egyiptom         | V     | Osama Azab                                      |
| 8  | Egyiptom         | KP    | Ramzy Khaled                                    |
| 9  | Egyiptom         | CS    | Mohamed Ashraf                                  |
| 10 | Egyiptom         | CS    | Mohamed El Gabbas                               |
| 11 | Elefántcsontpart | CS    | Yaya Soumahoro                                  |
| 12 | Egyiptom         | KP    | Mostafa Talaat                                  |
| 14 | Egyiptom         | CS    | Mohamed Helal                                   |
| 17 | Egyiptom         | V     | Amr Saleh                                       |
| 18 | Egyiptom         | K     | Mohamed Abdel Aati                              |
| 19 | Egyiptom         | CS    | Hossam Arafat (csapatkapitány)                  |
| 20 | Egyiptom         | CS    | Ahmed Hassan                                    |

| No. |             | Poszt | Játékos              |
| --- | ----------- | ----- | -------------------- |
| 21  | Görögország | KP    | Vasilis Bouzas       |
| 22  | Egyiptom    | V     | Ayman Adel           |
| 25  | Egyiptom    | CS    | Mohamed Gamal        |
| 27  | Tunézia     | CS    | Rafik Kabou          |
| 32  | Egyiptom    | CS    | Mohamed Reda         |
| 36  | Egyiptom    | KP    | Ahmed Ramadan        |
| 37  | Egyiptom    | KP    | Islam Ali            |
| 38  | Egyiptom    | KP    | Ibrahim Ayesh        |
| 40  | Egyiptom    | KP    | Taha Osman           |
| 44  | Egyiptom    | V     | Mahmoud Marie        |
| 72  | Egyiptom    | KP    | Ahmed Said           |
| 77  | Egyiptom    | V     | Abdel Rahman Youssef |
| 98  | Egyiptom    | V     | Bassam Walid         |

## Vezetőedzők
- Igor Tolić (2022–)
- Abdelbaki Gamal (2021–2022)
- Mario Salas (2021)
- Nikodimos Papavasiliou (2020–2021)
- Mustafa Al-Kharoubi (2020)
- Takis Gonias (2018–2020)
- Tarek El Ashry (2018)
- Mido (2016–2017)
- Patrice Carteron (2016)
- Hamada Sedki (2014–2016)
- Hesham Zakaria (2014)
- Hany Ramzy (2013–2014)
- Mohamed Gamal (2013)
- Hesham Zakaria (2012)
- Walter Meeuws (2010–2012)
- Hesham Zakaria (2007–2010)

## További információ
- Hivatalos oldal